# Dasyatis bennetti
Dasyatis bennetti  (лат.) — малоизученный вид рода хвостоколов из семейства хвостоко́ловых отряда хвостоколообразных надотряда скатов. Они обитают в северо-западной и центрально-западной частях Тихого океана и в восточной части Индийского океана. Максимальная зарегистрированная ширина диска 50 см. Грудные плавники этих скатов срастаются с головой, образуя ромбовидный диск. Рыло заострённое. Кнутовидный хвост намного длиннее диска. Позади шипа на хвостовом стебле вентрально расположена нижняя кожная складка. Окраска дорсальной поверхности диска жёлто-коричневого цвета. Подобно прочим хвостоколообразным Dasyatis bennetti размножаются яйцеживорождением. Эмбрионы развиваются в утробе матери, питаясь желтком и гистотрофом. В качестве прилова попадаются при донном тралении. 

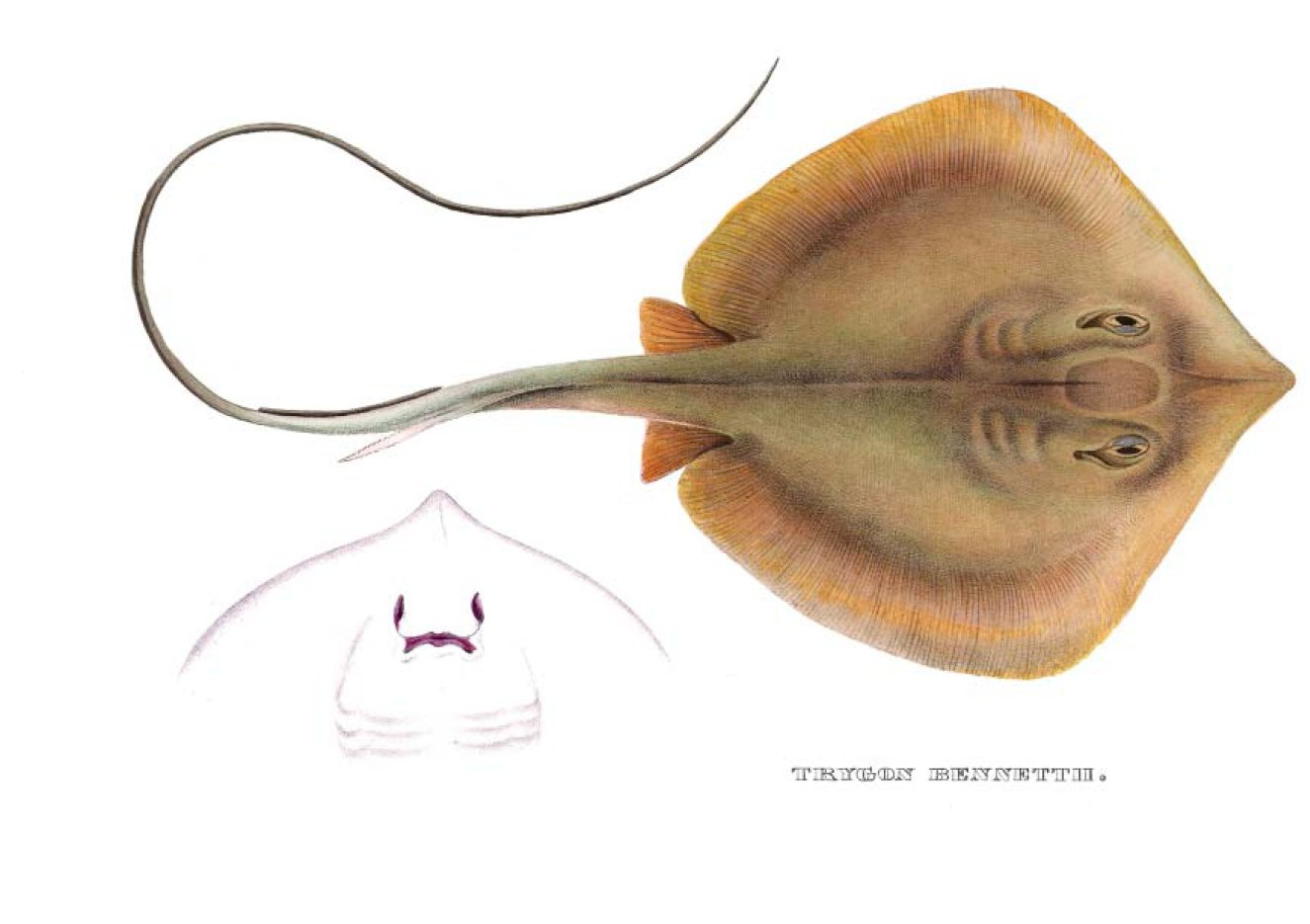
Оригинальная иллюстрация, изображающая Dasyatis bennetti.

## Таксономия и филогенез
Впервые Dasyatis bennetti был научно описан немецкими натуралистами Иоганном Петером Мюллером и Фридрихом Генле в 1841 году, как Trygon bennettii. Их описание относилось к трём особям, назначенных синтипами, из которых сохранился лишь экземпляр из Китая. Позднее род Trygon был признан синонимом  рода Dasyatis. . Вероятно, вид назван в честь зоолога Эдварда Тёрнера Бенетта (1797—1836). 

## Ареал и места обитания
Границы ареала Dasyatis bennetti неточны, поскольку этих скатов часто путают с другими видами хвостоколов. Они обитают в восточной части Индийского океана от Индии до южного побережья Китая, Японии и, возможно, Филиппин. Есть данные о присутствии этого вида у берегов Вануату и Новой Каледонии. Единственное упоминание об этих скатах в водах Тринидада, скорее всего, ошибочно. Известно, что Dasyatis bennetti заходят в солоноватые воды эстуариев рек, в частности реки Перак на полуострове Малайзия и Индрагири на Суматре. Подобно большинству хвостоколов они ведут донный образ жизни.

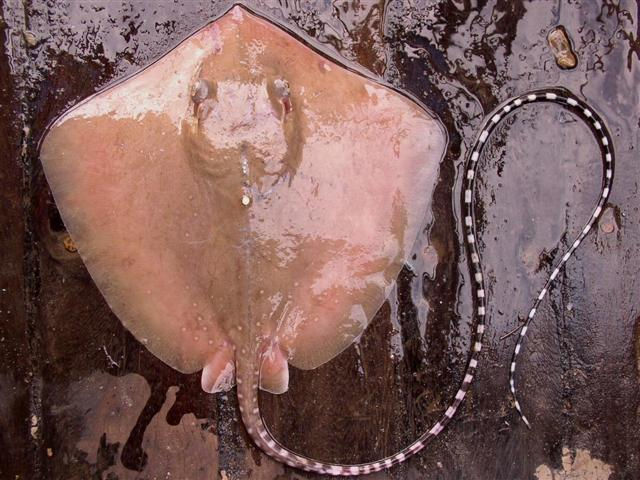

## Описание
Грудные плавники этих скатов срастаются с головой, образуя ромбовидный плоский диск, ширина которого почти равна длине, с закруглёнными плавниками («крыльями»). Вытянутое и заострённое в виде треугольника рыло слегка выступает за края диска. Позади глаз расположены брызгальца. На вентральной поверхности диска расположены 5 жаберных щелей, рот и ноздри. Между ноздрями пролегает лоскут кожи с бахромчатым нижним краем. Зубы выстроены в шахматном порядке и образуют плоскую поверхность. Во рту имеется 31 верхний и 33 нижних зубных рядов. Дно ротовой полости покрыто 3—5 отростками. Широкие брюшные плавники закруглены. Длина кнутовидного хвоста в 3 раза превышает длину диска. Среди хвостоколов, обитающих в северной части Тихого океана, у Dasyatis bennetti пропорционально самый длинный хвост. Как и у других хвостоколов на дорсальной поверхности в центральной части хвостового стебля расположен зазубренный шип, соединённый протоками с ядовитой железой. Иногда у скатов бывает 2 шипа. Периодически шип обламывается и на их месте вырастает новый. Позади шипа на хвостовом стебле расположена вентральная кожная складка. Кожа молодых скатов покрыта мелкими чешуйками, тогда как вдоль позвоночника по доску взрослых особей пролегает ряд бугорков. Позади шипа хвост покрыт мелкими шипиками. Окраска дорсальной поверхности диска жёлто-коричневого цвета. Вентральная поверхность диска белая. Максимальная зарегистрированная ширина диска 50 см, а длина 1,3 м.

## Биология
Подобно прочим хвостоколообразным Dasyatis bennetti  относится к яйцеживородящим рыбам. Эмбрионы развиваются в утробе матери, питаясь желтком и гистотрофом. Эти скаты охотятся на мелких костистых рыб.

## Взаимодействие с человеком
Dasyatis bennetti попадаются в качестве прилова при коммерческом промысле путём донного траления. В водах Таиланда, Индии и Сингапура ведётся интенсивный рыболовный промысел. Данных для оценки Международным союзом охраны природы статуса сохранности вида недостаточно.  